# St. Neots
St. Neots är en stad och civil parish i Huntingdonshire, i Cambridgeshire i England. Folkmängden uppgår till cirka 30 000 invånare.